# Massimo Fabrizio Martelli
Massimo Fabrizio Martelli (Città della Pieve, 28 maggio 1939) è un medico ed ematologo italiano, il primo al mondo a estendere i trapianti di cellule staminali del sangue da donatori familiari solo parzialmente compatibili.

## Biografia
Laureato con lode in medicina e specializzato in ematologia, è stato prima docente poi preside della Facoltà di Medicina e Chirurgia presso l'Università di Perugia; inoltre fino al 2010 è stato direttore della Struttura Complessa di Ematologia con Trapianto di Midollo Osseo all'Università degli Studi ed Azienda Ospedaliera di Perugia.
Nel 1993, Martelli ha dimostrato (per la prima volta nella letteratura internazionale) la possibilità di eseguire un trapianto di midollo osseo o cellule staminali utilizzando un donatore familiare parzialmente compatibile, procedura considerata impossibile fino ad allora. Questo studio ha dimostrato un'efficacia terapeutica eccezionale nell'eliminazione delle leucemie acute.

## Riconoscimenti
- (1996) Award for Excellence nel campo dell'ematologia, XXV meeting della International Society for Experimental Haematology[1].
- (2010) Professore emerito dell'Università di Perugia[5].
- (2010) Iscrizione all'Albo d'Oro della città di Perugia[6].
- (2021) DKMS Mechtild Harf Science Award, per i progressi nel trapianto di midollo[7][8].

## Opere
- Diagnostica delle malattie del sangue. Testo atlante, di Fausto Grignani Paolo Larizza e Massimo Fabrizio Martelli, Piccin Nuova Libraria, 1991, ISBN 9788829909742.
- Sindromi paraneoplastiche malattie iatrogene, di Massimo Fabrizio Martelli, Albano Del Favero e Franco Aversa, Piccin Nuova Libraria, 1996, ISBN 9788829913367.
- Malattie del sangue e degli organi emopoietici, di Paolo Larizza e Massimo Fabrizio Martelli, Piccin Nuova Libraria, 1996, ISBN 9788829913343.
- Il trapianto di midollo osseo oltre la barriera della compatibilità, ed. Comitato per la Vita "Daniele Chianelli", 2018[2].